# Туркестан-Хазрет Султан
Міжнародний аеропорт Хазрет Султан (IATA: HSA, ICAO: UAIT)  (каз. Халықаралық Әзірет Сұлтан Әуежайы, трансліт. Halyqaralyq Áziret Sultan Áýejaıy) — міжнародний аеропорт поблизу міста Туркестан, Туркестанська область, Казахстан. 
Розташований за 16 км від центру міста, у селі Чага, за 12 км на схід від старого аеропорту.
Перший великий аеропорт, побудований Казахстані з нуля упродовж років незалежності (з 1991 року). 
Для регулярних внутрішніх рейсів аеропорт відкрився 1 грудня 2020 року. 
Передбачувана пропускна спроможність нового аеропорту становитиме близько трьох мільйонів пасажирів на рік.

## Авіалінії та напрямки, квітень 2022
| Авіакомпанія      | Пункт призначення                                                               |
| ----------------- | ------------------------------------------------------------------------------- |
| FlyArystan        | Алмати, Бішкек, Стамбул–Сабіха Гьокчен, Нур-Султан Сезонно: Ташкент             |
| Nordwind Airlines | Бохтар, Єкатеринбург                                                            |
| Qazaq Air         | Нур-Султан, Талдикорган                                                         |
| SCAT Airlines     | Актау, Актобе, Атирау, Караганда, Кокшетау, Костанай, Уральськ, Павлодар, Семей |
| Turkish Airlines  | Стамбул                                                                         |

## Пасажирообіг
Див. джерело запитів Вікіданих та джерела.